# Jubilejní medaile krále Haakona VII. 1905–1930
Jubilejní medaile krále Haakona VII. 1905–1930 (norsky Kong Haakon VIIs jubileumsmedalje 1905–1930) je norská pamětní medaile založená roku 1930 králem Haakonem VII. při příležitosti 25. výročí jeho nástupu na trůn. Celkem byla medaile udělena 397 lidem.

## Popis medaile
Medaile kulatého tvaru o průměru 33 mm je vyrobena ze stříbra. Na přední straně je portrét krále Haakona VII. s nápisem HAAKON • VII • NORGES • KONGE. Na zadní straně je královský monogram. Autorem návrhu medaile je rytec Ivar Throndsen. Ke stuze je připojena pomocí přechodového prvku ve tvaru královské koruny.
Stuha je červená se stříbrnou sponou s nápisem 1905–1930.